# Barbara Leigh-Hunt
Barbara Leigh-Hunt (ur. 14 grudnia 1935 w Bath; zm. 16 września 2024 w Aston Cantlow) – brytyjska aktorka teatralna i filmowa. Wystąpiła m.in. w filmie Szał (1972) w reżyserii Alfreda Hitchcocka.

## Wybrana filmografia
Filmy:
- Szał (1972) jako Brenda Blaney, była żona Richarda
- Henryk VIII i jego sześć żon (1972) jako Katarzyna Parr
- Niebiański pies (1980) jako Margaret
- Za maską (1990) jako Celia Mumford
- Długość geograficzna (2000) jako Dodo Gould
- Billy Elliot (2000) jako wicedyrektorka
- Pechowa rodzinka (2001) jako pani Heath
- Bertie i Elizabeth (2002) jako Lady Mabell Ogilvy
- Vanity Fair. Targowisko próżności (2004) jako Lady Bareacres

Seriale TV:
- Wagner (1983) jako królowa Maria Fryderyka Pruska
- Sprawy inspektora Morse'a (1987-2000) jako Blanche Copley-Barnes (gościnnie, 1990)
- Duma i uprzedzenie (1995) jako Lady Catherine de Bourgh
- Żony i córki (1999) jako Lady Cumnor
- Morderstwa w Midsomer (od 1997) jako Marjorie Empson (gościnnie, 2002)